# ヘンダーソン郡 (ノースカロライナ州)
ヘンダーソン郡（英: Henderson County）は、アメリカ合衆国ノースカロライナ州の西部に位置する郡である。人口は11万6281人（2020年）。郡庁所在地はヘンダーソンビルであり、同郡で人口最大の都市である。
ヘンダーソン郡はアシュビル都市圏に属している。

## 歴史
ヘンダーソン郡は1838年にバンコム郡の南部が分離して設立された。郡名は、1829年から1833年までノースカロライナ州最高裁判所主席判事を務めたレナード・ヘンダーソンに因んで名付けられた。
1855年、ヘンダーソン郡の一部とラザフォード郡の一部を組み合わせて、ポーク郡が設立された。1861年にはヘンダーソン郡とジャクソン郡のそれぞれ一部を合わせてトランシルベニア郡ができた。
南北戦争の1861年、この時点ではトランシルベニア郡も含んでいたヘンダーソン郡は人口約1万人だったが、この中から南軍に1,296名、北軍にも130名の兵士を送り出した。
ヘンダーソン郡政府はヘンダーソンビルのメインストリートに1905年に建設された郡庁舎を中心にあったが、1995年頃グローブ通りに新しい郡庁舎が建設された。
1879年、ヘンダーソンビルまで最初の鉄道が開通し、外界との交通に新しい時代が到来した。しかし、フラットロックの「リトル・チャールストン」などは、サウスカロライナ州のローカントリーの農園主家族が19世紀初期よりセカンドハウスを維持しており、長い間隠遁所として知られていた。
1920年代には大きな土地ブームが起きたが、1929年に弾けた後は土地の価格が下がり、ジャンプオフ山頂のフリートウッドホテルのように未完成のまま取り残された建物もあった。1960年代からは他州からの移住者が流入して人口が急増し、それまで田園部だった地域を新しい住宅開発で一変させた。
郡内の歴史的な場所としては、ウッドフィールド・イン（1852年建設）、詩人カール・サンドバーグの最後の家コネマラ（当初はロックヒルと呼ばれ、アメリカ連合国財務長官クリストファー・メミンジャーの家だった）、ウィルダネス・エピスコパル教会のセントジョンがある。今日フラットロックにはブルーリッジ・コミュニティカレッジの主キャンパスがある。

## 郡政府

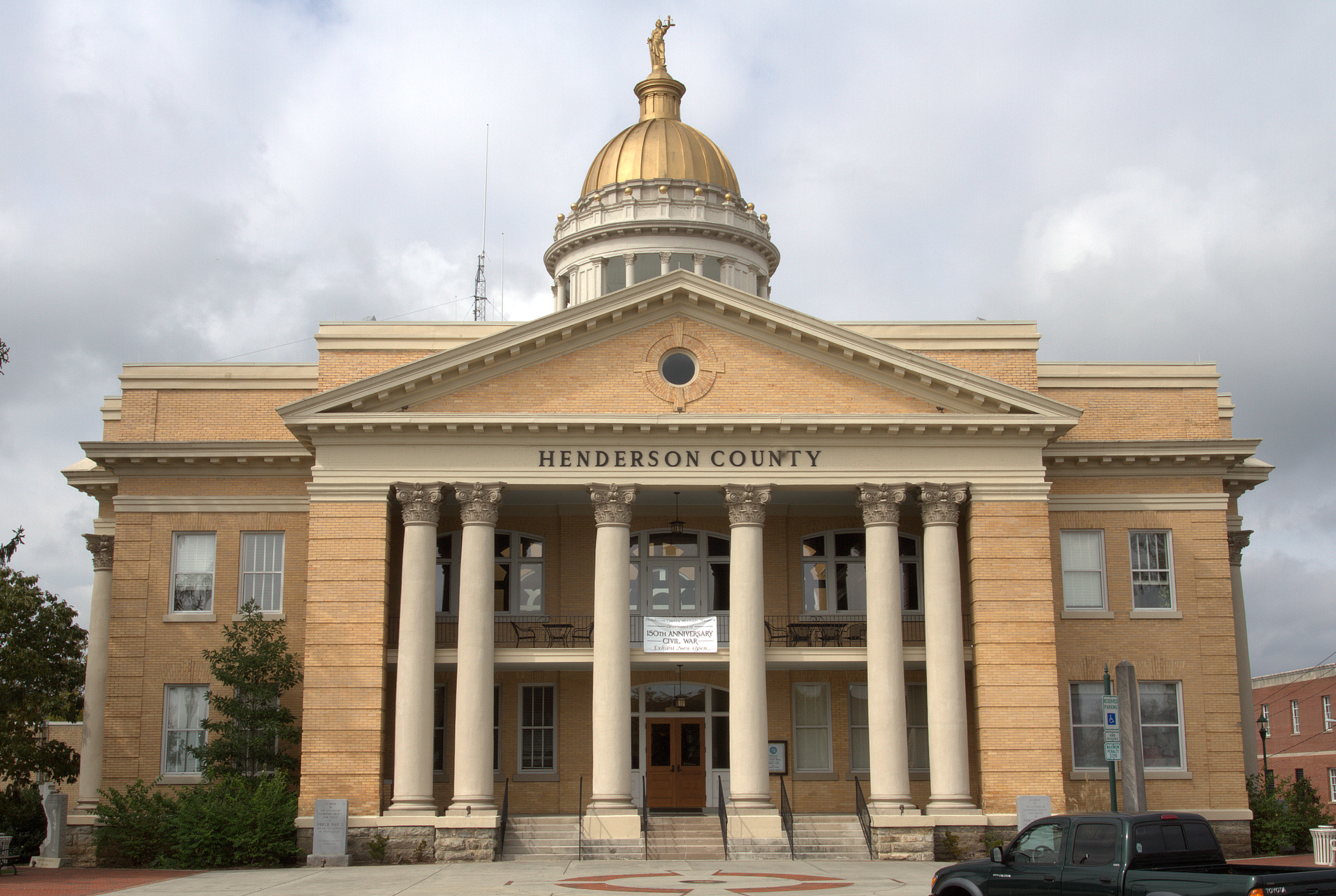
ヘンダーソン郡旧庁舎

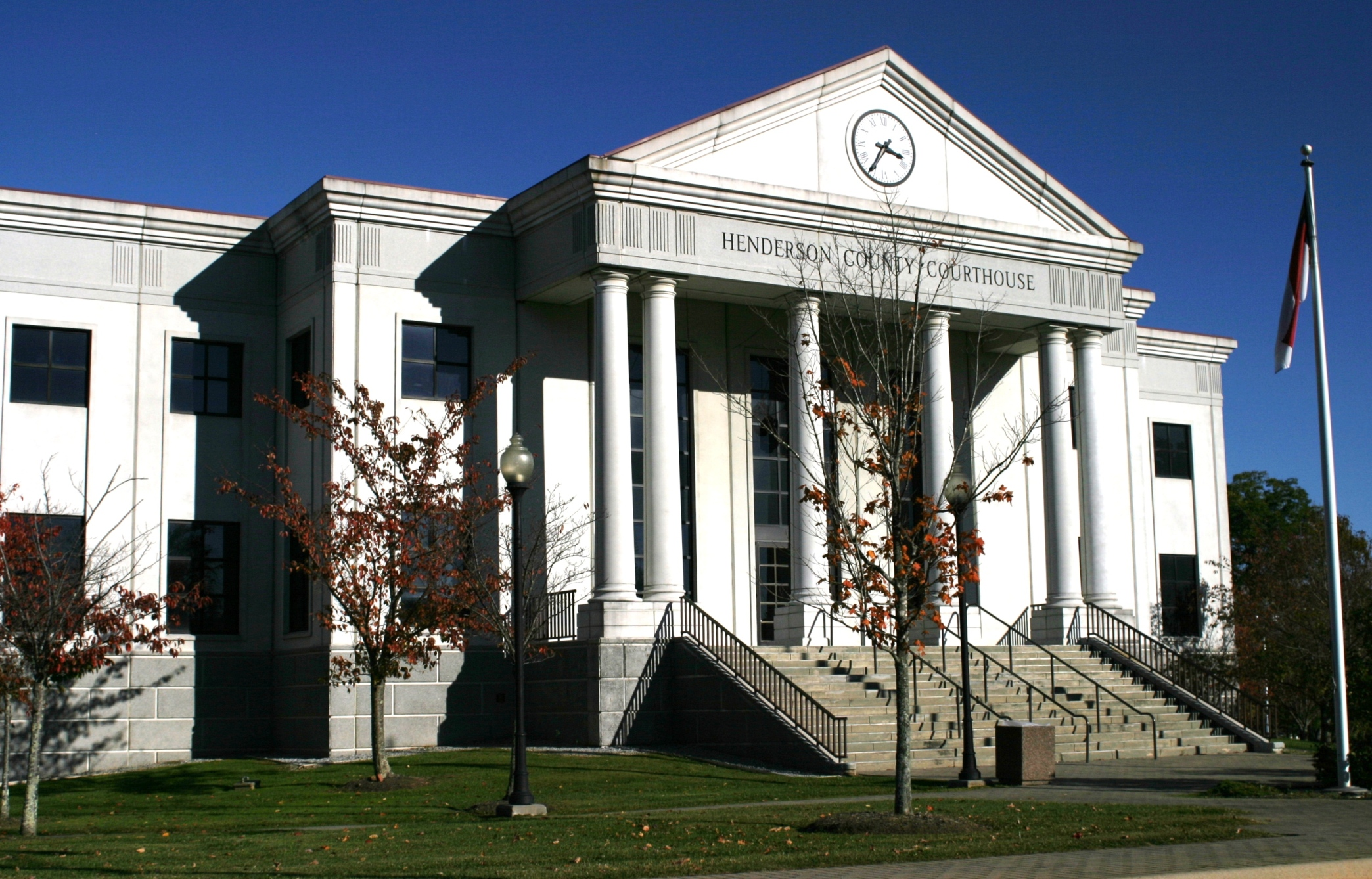
ヘンダーソン郡新庁舎

ヘンダーソン郡は地域自治体のランド・オブ・スカイ地域委員会のメンバーである。5人の委員で構成される郡政委員会が統治し、日々の運営は郡マネジャーが行っている。毎年10月にヘンダーソン郡企画部が郡の統計情報を発行している。

## 地理
アメリカ合衆国国勢調査局に拠れば、郡域全面積は375平方マイル (971.2 km2)であり、このうち陸地374平方マイル (968.7 km2)、水域は1平方マイル (2.6 km2)で水域率は0.28%である。郡内最大の水域はサミット湖であり、デューク発電会社が水力発電のための貯水池に使っている。
ヘンダーソン郡はブルーリッジ山脈の中にあるが、フレンチブロード川とその支流で作られる山間盆地に位置している。郡庁所在地のヘンダーソンビルは山に囲まれたお椀の底にある。郡内の標高最低地点はロッキーブロード川沿いの1,200フィート (360 m) 地点、最高地点は標高5,200フィート (1,585 m) のヤングピスガ山である。主要河川としては、フレンチブロード川、ミルズ川、グリーン川、リトル川、マッド・クリーク、クリア・クリーク、ケーン・クリーク、ハングリー川がある。

### 郡区
ヘンダーソン郡は公式に9つの郡区に分割されている。ブルーリッジ、クリアクリーク、クラブクリーク、エドニービル、フレッチャー、グリーンリバー、ヘンダーソンビル、フーパーズクリーク、ミルズリバーの各郡区である。その中でヘンダーソンビル市、フレッチャー町、ミルズリバー町が法人化自治体である。フラットロック村とローリーパーク町も自治体である。ミルズリバーとフラットロックが新しく、フラットロックは村長・協議会方式を、他の自治体は協議会・マネジャー方式を採用している。

### 主要高規格道路
- 州間高速道路26号線
- アメリカ国道25号線
- アメリカ国道64号線
- アメリカ国道74号線
- アメリカ国道74A号線
- アメリカ国道176号線
- ノースカロライナ州道191号線
- ノースカロライナ州道225号線
- ノースカロライナ州道280号線

### 隣接する郡
- バンコム郡 - 北
- ヘイウッド郡 - 北西
- ラザフォード郡 - 北東
- ポーク郡 - 東
- グリーンビル郡 (サウスカロライナ州) - 南
- トランシルベニア郡 - 西

### 国立保護地域
- ブルーリッジ・パークウェイ（部分）
- カール・サンドバーグ邸国立歴史史跡
- ピスガ国立の森（部分）

## 人口動態
ヘンダーソン郡は近年ヒスパニック系人口が急増しており、また隣接するバンコム郡と共に旧ソビエト連邦からの移民も多い。国内他州から引退者の移住も依然として多い。
以下は2008年の推計による人口統計データである。
| 基礎データ - 人口: 102,367人 - 世帯数: 42,205 世帯 - 家族数: 28,613 家族 - 人口密度: 92人/km2（276人/mi2） - 住居数: 42,996軒 - 住居密度: 44軒/km2（115軒/mi2） 人種別人口構成 - 白人: 94.5% - アフリカン・アメリカン: 3.3% - ネイティブ・アメリカン: 0.4% - アジア人: 0.8% - その他の人種: 0.9% - ヒスパニック・ラテン系: 8.7% | 年齢別人口構成 - 18歳未満: 20.8% - 18-24歳: 6.3% - 25-44歳: 25.9% - 45-64歳: 26.7% - 65歳以上: 22.5% - 年齢の中央値: 46歳 - 性比（女性100人あたり男性の人口） - 総人口: 93.8 - 18歳以上: 90.5 世帯と家族（対世帯数） - 18歳未満の子供がいる: 25.6% - 結婚・同居している夫婦: 54.1% - 未婚・離婚・死別女性が世帯主: 9.9% - 非家族世帯: 32.2% - 単身世帯: 28.3% - 65歳以上の老人1人暮らし: 22% - 平均構成人数 - 世帯: 2.33人 - 家族: 2.78人 | 収入と家計 - 収入の中央値 - 世帯: 43,013米ドル - 家族: 44,974米ドル - 性別 - 男性: 31,845米ドル - 女性: 23,978米ドル - 人口1人あたり収入: 33,500米ドル - 貧困線以下 - 対人口: 9.7% - 対家族数: 6.8% - 18歳未満: 14.5% - 65歳以上: 8.3% |

## 宗教
信仰する宗派別にみた構成比は以下の通りである。
無宗派: 44%

バプテスト: 23%

メソジスト: 5%

カトリック: 4%

長老派教会: 3%

イギリス国教会: 2%

セブンスデー・アドベンチスト教会: 2%

ルーテル教会: 1%

ペンテコステ派: 1%

その他の宗教: 15%

## 政治
ヘンダーソン郡はアメリカ合衆国下院議員のノースカロライナ州第11選挙区に属している。2013年時点では共和党議員を選出している。郡内では共和党も民主党も活動的であり、郡庁所在地ヘンダーソンビルに事務所を構えている。2008年の選挙は激戦であり、歴史的に共和党の強い地域で民主党が善戦した。この共和党離れの傾向は、近年国内他州から引退者や若い専門職が流入してきたことと、田園部人口の多い郡で経済的な関心が高まっていることが理由と考えられる。
政治のニュースと民間の事情は、ヘンダーソンビルの日刊紙「タイムズ・ニューズ」で報道されている。

## 都市と町

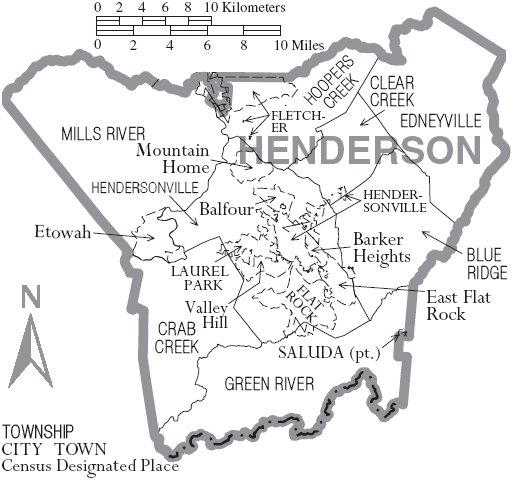
ヘンダーソン郡の自治体と郡区

| - バルフォア - バーカーハイツ - バットケイブ - イーストフラットロック - エトワ - フラットロック（法人化村） - フレッチャー（法人化町） - フルートランド - ガートン | - ヘンダーソンビル（法人化市） - 郡庁所在地 - ホースシュー - ローレルパーク（法人化町） - ミルズリバー（法人化町） - マウンテンホーム - マウンテンペイジ - サルーダ（一部はポーク郡内） - タキシード - バレーヒル - ジルコニア |

5つの自治体の中で、郡庁所在地のヘンダーソンビルは都市中心の性格があり、人口も最大である。その他の自治体は都会の様相が少なく、特定の文化や歴史的な地域を保存するために作られたものであり、隣接する町や市に併合されることを避けるようにしている。郡内最古の町フレッチャー（人口7,187人）は1989年に法人化され、隣接するバンコム郡の自治体による併合を避けた。最新の町ミルズリバー（人口6,802人）も地域では最大であり、2003年に法人化された。

## 気候と農業
リンゴは冬の冷涼さが必要であり、また夏の暑さと湿度は受け付けられないので、ヘンダーソン郡の標高が高いことによる涼しい気候がリンゴ栽培に適し、リンゴの南限になっている。特に第二次世界大戦以降にリンゴが郡の主要農産物となっていたが、近年は土地開発（住宅と軽工業）の波が押し寄せている。リンゴ栽培を称える心が強く、毎年レーバーデー頃に開催されるノースカロライナ・リンゴ祭は、数万人の観衆が集まる「キング・アップル・パレード」で頂点を迎える。